# Българско училище „Св. св. Кирил и Методий“ (Финикс)
Българското училище „Св. св. Кирил и Методий“ е училище на българската общност в град Финикс, щата Аризона, САЩ. Създадено е през 2002 г. То функционира към българската православна църква „Света София“ във Финикс. Към учебната 2015/2016 г. в него се изучава български език и литература, история и география на България, а учениците му са разпределени в две групи: сборна група с деца от предучилищна възраст, първи и втори клас и отделна група с деца четвърти клас. Директорка на училището е Надя Йосифова.

## Ученици
Брой на учениците през учебните години:
- 15 – учебна 2013/2014 г.[4]